# Alaska Range
Alaska Range er en relativt smal, 650 km lang bjergkæde i den sydlige del af den amerikanske delstat Alaska, fra Lake Clark ved dens sydvestlige ende til White River i Canadas Yukon-territorium i sydøst. Det højeste bjerg i Nordamerika, Denali, ligger i Alaska Range. Bjergkæden er en del af den Nordamerikanske Cordillera.
Alaska-området er et af de højere områder i verden efter Himalaya og Andesbjergene.

## Beskrivelse og historie
Området danner en generelt øst-vestlig bue med sin nordligste del i midten, og derfra drejer mod sydvest mod Alaska-halvøen og Aleuterne, og mod sydøst ind i British Columbia og Stillehavskysten. Bjergene fungerer som en høj barriere for strømmen af fugtig luft fra Alaska-bugten nordpå, og har dermed noget af det hårdeste vejr i verden. Det kraftige snefald bidrager også til en række store gletsjere, herunder gletsjerne Cantwell, Castner, Black Rapids, Susitna, Yanert, Muldrow, Eldridge, Ruth, Tokositna og Kahiltna. Fire store floder krydser Alaska Range, herunder Delta- og Nenana-floderne i midten af området og Nabesna- og Chisana-floderne mod øst.
Området er en del af Stillehavets Ildring, og Denali-forkastningen, der løber langs dens sydlige kant, og er ansvarlig for mange store jordskælv. Mount Spurr er en stratovulkan beliggende i den nordøstlige ende af Aleutianske vulkanbue, som har to åbninger, toppen og den nærliggende Crater Peak.
Dele af Alaska Range er beskyttet i Wrangell-St. Elias National Park og reservat, Denali National Park og reservat, og Lake Clark National Park og rereservat . George Parks Highway fra Anchorage til Fairbanks, Richardson Highway fra Valdez til Fairbanks og Tok Cut-Off fra Gulkana Junction til Tok passerer gennem lave dele af området. Alaska Pipeline går parallelt med Richardson Highway.

### Navnehistorie
Navnet "Alaskan Range" ser ud til at være blevet brugt første gang på disse bjerge i 1869 af naturforskeren WH Dall. Navnet blev til sidst "Alaska Range" gennem lokal brug. I 1849 anvendte Constantin Grewingk navnet "Tschigmit" på denne bjergkæde. Et kort lavet af General Land Office i 1869 kalder den sydvestlige del af Alaska Range for "Chigmit Mountains" og den nordøstlige del for "Beaver Mountains".  Imidlertid betragtes Chigmit-bjergene nu som en del af Aleutian Range.

## Hovedtoppe
- Denali (6.190,5 moh)
- Mount Foraker (5.304 moh.)
- Mount Hunter (4.442 moh.)
- Mount Hayes (4.216 moh.)
- Mount Silverthrone (4.029 moh.)
- Mount Moffit (3.970 moh.)
- Mount Deborah (3.761 moh.)
- Mount Huntington (3.730 moh.)
- Mount Brooks (3.624 moh.)
- Mount Russell (3.557 moh.)

## Inddeling (fra vest til øst)
- Neacola-bjergene [1]
- Revelation Mountains
- Teocalli-bjergene
- Kichatna-bjergene
- Central Alaska Range/ Denalimassivet
- Eastern Alaska Range/ Hayes Range
- Deltabjergene
- Mentasta-bjergene
- Nutzotin-bjergene